# 國際板球理事會
國際板球理事會（英語：International Cricket Council，ICC）是國際板球事務的管理機構，於1909年由澳洲、英國和南非成立。目前該組織共有107個成員國加盟，旗下主要的比賽有世界盃板球賽，其總部設在阿拉伯聯合酋長國杜拜。

## 外部連結
- 官方網站（页面存档备份，存于）